# Vício (EP)
Vício é o primeiro extended play (EP) da cantora e atriz brasileira Manu Gavassi. Foi lançado no dia 11 de dezembro de 2015 pelo selo Angorá Music. Em seu novo trabalho, Gavassi contou com a produção do músico Junior Lima e do produtor Dudinha, que trouxeram Manu para um novo universo sonoro, o synthpop, totalmente diferente de seus trabalhos anteriores que eram voltados para o pop rock.

## Singles
O primeiro single do EP foi a canção "Camiseta", que foi divulgada no iTunes e em todas as plataformas digitais no dia 13 de novembro de 2015, o videoclipe da canção foi liberado na plataforma Vevo no dia 17 de novembro de 2015. Em 4 de janeiro de 2016, Manu libera o videoclipe do segundo single do EP "Direção" na plataforma Vevo, e conta com participação do ator Rafael Vitti, onde os dois fazem cenas bem quentes no vídeo. "Direção" foi considerado um dos melhores singles de 2016 pelo Portal It Pop, ficando na nona posição. Em 5 de abril de 2016 Manu Gavassi lança a faixa-título como single e convoca os fãs para doarem sangue para poder lançar o clipe da música. Em 6 de outubro, Gavassi confirma o último single intitulado "Sozinha", lançando juntamente com um clipe que foi gravado nos Estados Unidos.

## Faixas
Todas as faixas foram escritas por Manu Gavassi e produzidas por Junior Lima e Dudinha.
| Vício          |                |         |  |
| N.º            | Título         | Duração |  |
| 1.             | "Camiseta"     | 3:33    |  |
| 2.             | "Vício"        | 3:25    |  |
| 3.             | "Direção"      | 3:48    |  |
| 4.             | "Farsa"        | 3:43    |  |
| 5.             | "Sozinha"      | 3:53    |  |
| Duração total: | Duração total: | 18:24   |  |

## Turnê
Para divulgar o EP "Vício", Manu Gavassi entrou em turnê com a estreia no dia 5 de março de 2016 em Brasília.
| Data                   | Cidade         | Estado            | Local                   |
| ---------------------- | -------------- | ----------------- | ----------------------- |
| 5 de março de 2016     | Brasília       | Distrito Federal  | Teatro Oi Brasília      |
| 6 de março de 2016     | São Paulo      | São Paulo         | Theatro Net São Paulo   |
| 24 de março de 2016    | Campinas       | São Paulo         | Teatro Brasil Kirin     |
| 28 de março de 2016    | Rio de Janeiro | Rio de Janeiro    | Theatro Net Rio         |
| 3 de abril de 2016     | Ribeirão Preto | São Paulo         | Theatro Pedro II        |
| 9 de abril de 2016     | Fortaleza      | Ceará             | Teatro RioMar Fortaleza |
| 10 de abril de 2016    | Recife         | Pernambuco        | Teatro RioMar Recife    |
| 15 de abril de 2016    | Florianópolis  | Santa Catarina    | Teatro Pedro Ivo        |
| 16 de abril de 2016    | Curitiba       | Paraná            | Teatro Bom Jesus        |
| 17 de abril de 2016    | Porto Alegre   | Rio Grande do Sul | Teatro CIEE-RS          |
| 10 de dezembro de 2016 | São Paulo      | São Paulo         | Allianz Parque          |